# Atractus tamaensis
Atractus tamaensis — вид змій родини полозових (Colubridae). Мешкає у Венесуелі.

## Поширення і екологія
Atractus tamaensis відомі з типової місцевості, розташованої в районі Бетанії в гірському масиві Тама у венесуельському штаті Тачира, на кордоні з Колумбією, на висоті 2100 м над рівнем моря. Вони живуть у вологих гірських і хмарних тропічних лісах.